# آلکس د لا ایگلسیا
آلکس د لا ایگلسیا (اسپانیایی: Álex de la Iglesia‎؛ زادهٔ ۴ دسامبر ۱۹۶۵) کارگردان، تهیه‌کننده فیلم و فیلم‌نامه‌نویس اهل اسپانیا است.
از فیلم‌ها یا مجموعه‌های تلویزیونی که وی در آن‌ها نقش داشته‌است، می‌توان به جنایت بی‌نقص، شب بزرگ من، جادوگران سوگاراموردی، مردن از خنده، فیلم اسپانیایی، ۳۰ سکه و بار اشاره نمود.